# 韦尔讷若勒
韦尔讷若勒（法語：Verneugheol，法語發音：[vɛʁnœʒɔl]）是法国多姆山省的一个市镇，属于克莱蒙费朗区。

## 地名
该地名“Verneugheol”发音为[vɛʁnœʒɔl]而非[vɛʁɡɛɔl]，字母组合“ghe”发/ɡɛ/基本上只出现在“ghetto”、“spaghetti”等意大利语借词中而并非法语普遍发音规则，《世界地名译名词典》将其误译作“韦讷盖奥勒”。

## 地理
韦尔讷若勒（45°46'7"N, 2°32'10"E）面积34.14 平方千米，位于法国奥弗涅-罗讷-阿尔卑斯大区多姆山省，该省份为法国中南部省份，北起阿列省接壤，东临卢瓦尔省，南至上盧瓦爾省和康塔爾省，西接科雷兹省和克勒兹省。
与韦尔讷若勒接壤的市镇（或旧市镇、城区）包括：拉罗克普雷费、圣梅尔拉布勒耶、日亚、埃尔芒、圣艾蒂安德尚、埃尔芒附近圣日耳曼、索瓦尼亚、万村。

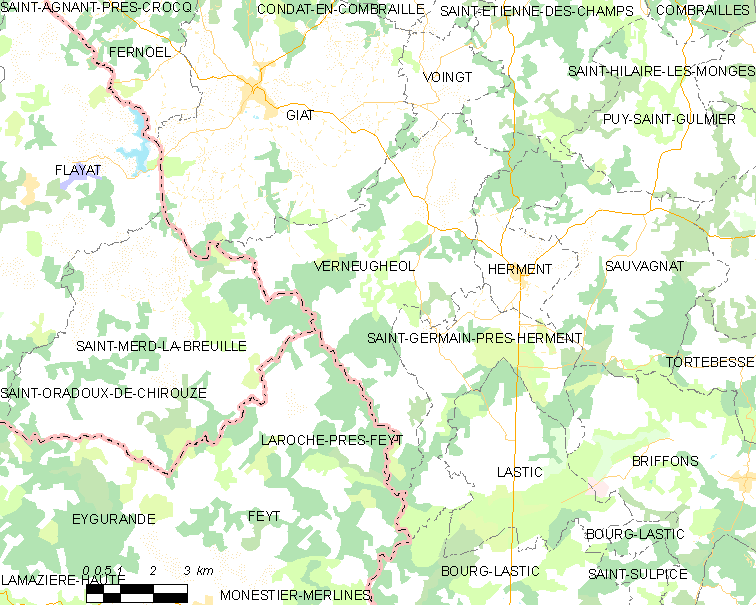
韦尔讷若勒的OSM定位图

韦尔讷若勒的时区为UTC+01:00、UTC+02:00（夏令时）。

## 行政
韦尔讷若勒的邮政编码为63470，INSEE市镇编码为63450。

## 政治
韦尔讷若勒所属的省级选区为圣乌尔斯县。

## 人口

1962-2008年间韦尔讷若勒人口变化图示

韦尔讷若勒于2022年1月1日时的人口数量为227人。